# Бујар Нишани
Бујар Фаик Нишани (алб. Bujar Faik Nishani; Драч, 29. септембар 1966 — Берлин, 28. мај 2022) био је шести по реду председник Албаније. На дужност је ступио 24. јула 2012. године. Претходно се налазио на положају министра унутрашњих послова а пре тога министра правде. Радио је и у министарству одбране и министарству иностраних послова.